# Nicolas Durand (Architekt)

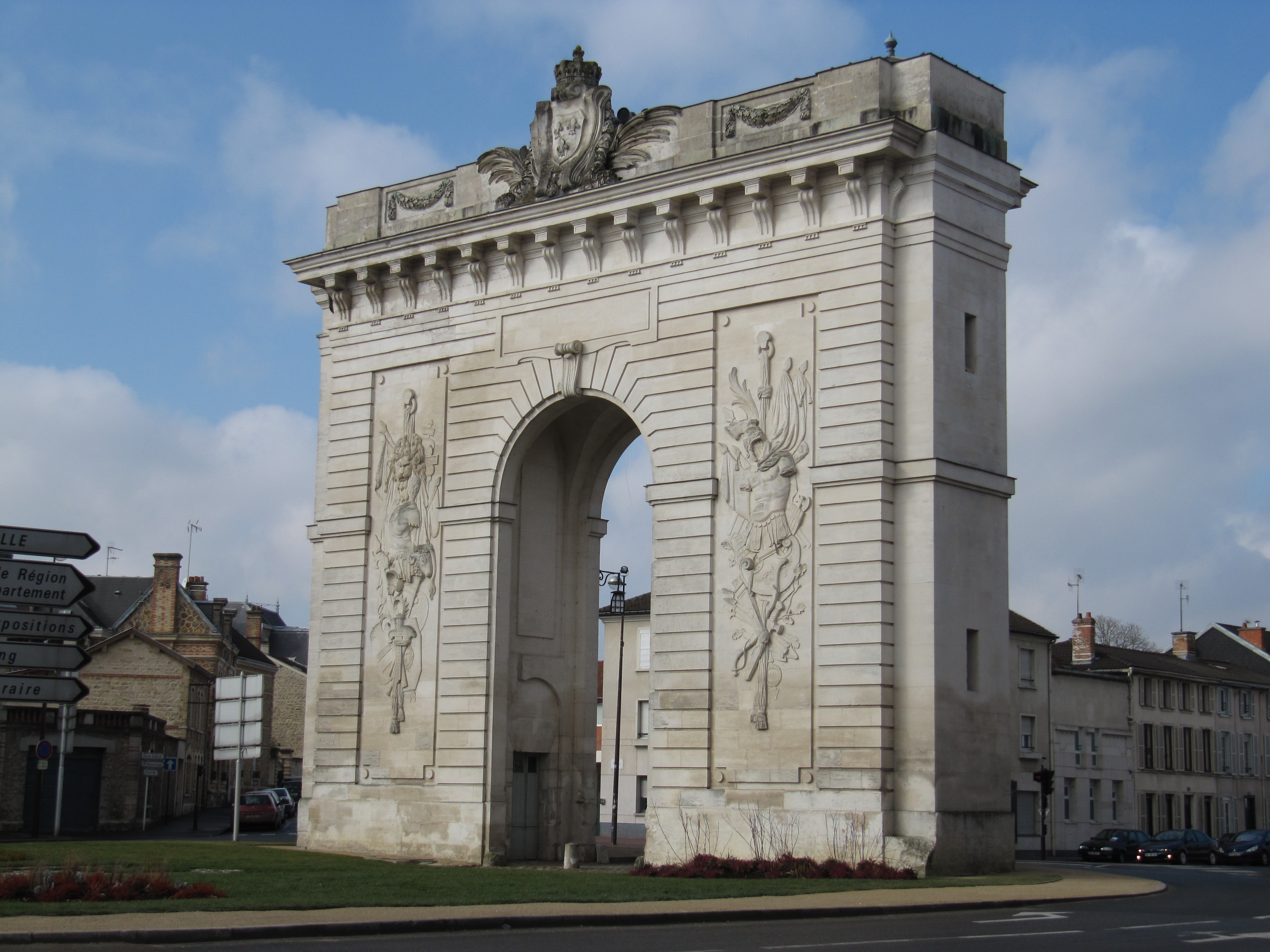
Porte Sainte-Croix in Châlons-en-Champagne (erbaut 1770)

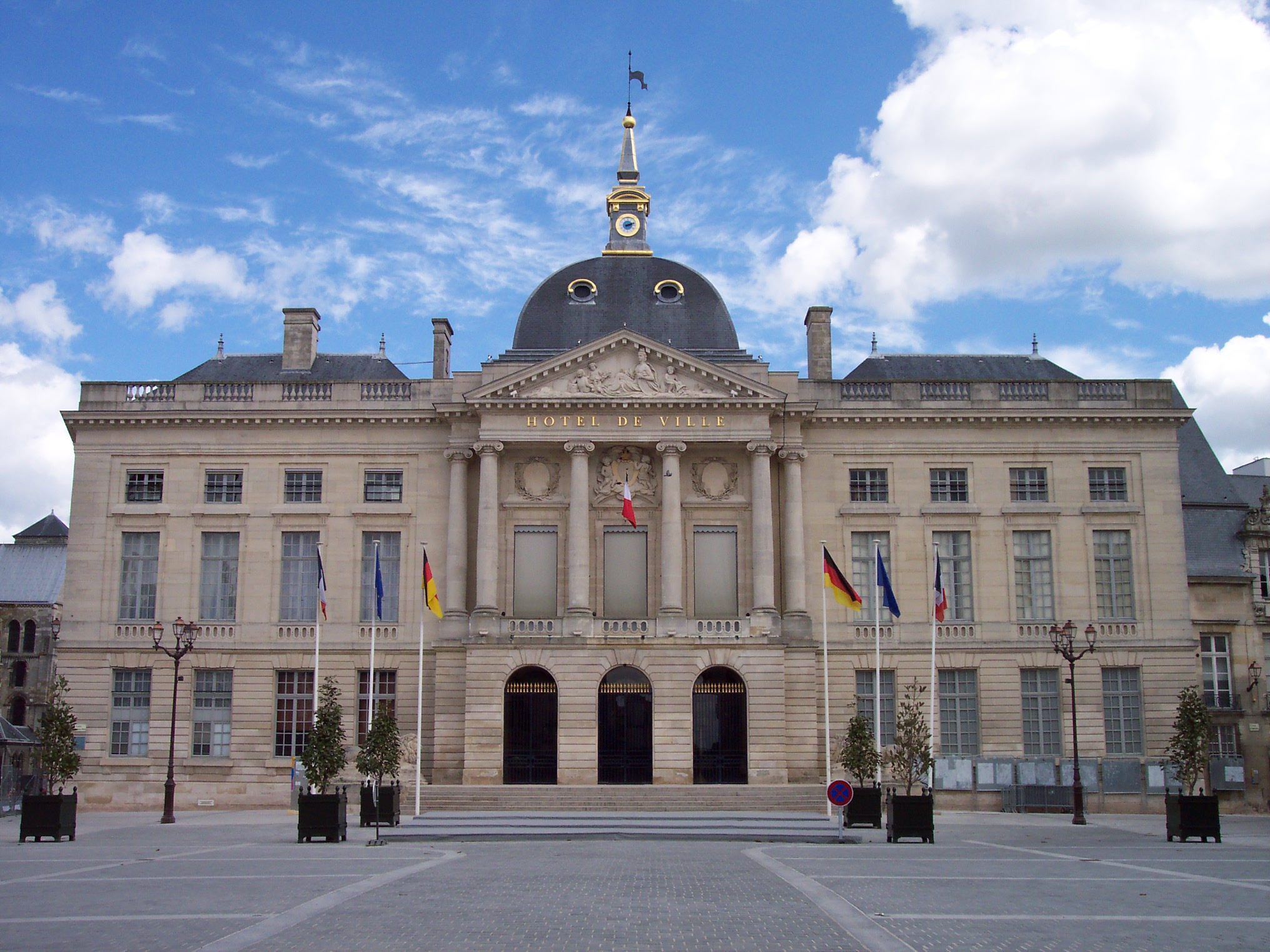
Rathaus (Hôtel de Ville) von Châlons (erbaut 1772)

Nicolas Durand (* 1739 in Paris; † 25. Februar 1830 in Châlons-sur-Marne) war ein französischer Architekt. Als Stadtarchitekt von Châlons und Architekt der Provinz Champagne des Ancien Régime konstruierte er mehrere bedeutende Bauten.

## Leben und Werk
Nicolas Durand war zunächst einfacher Steinmetz, stieg dann aber auf, zunächst zum Vorarbeiter; nach Studien der Architektur lenkte der junge Mann die Aufmerksamkeit einflussreicher Mentoren auf sich, die ihn schließlich dem Intendanten der Provinz Champagne, Gaspard-Louis Rouillé d’Orfeuil, empfahlen. Dieser nahm ihn in seine Dienste.
In Rouillé d’Orfeuils Diensten war er zunächst Stadtarchitekt von Châlons-sur-Marne, dem heutigen Châlons-en-Champagne, dann Architecte des Dames de France auf Schloss Louvois und schließlich Architekt der Generalität der Champagne. In dieser Funktion konstruierte er das Rathaus von Langres, das Theater von Reims (1773), die Kaserne in Chaumont und die Kirche von Verzenay (1786).
In Châlons leitete er die Bauarbeiten der Intendance (heute Präfektur, 1759 fertiggestellt) nach Plänen Jean-Gabriel Legendres, jene des Pont de Vaux (1767), der Porte Sainte-Croix (1770), des Festsaals (1771, nach Plänen von Coluel) und der Kirche von Juvigny (1784). Durand errichtete in Châlons zudem das heute noch bestehende Rathaus (1772) und eine Infanteriekaserne nahe der Porte Saint-Jacques (1784).
In der französischen Revolution war Durand nach Flucht oder Tod seiner Gönner und Freunde auch selbst bedroht, insbesondere auch durch seinen Titel als Architekt der Dames de France, und entkam dem Schafott nur durch die Unterstützung seiner Arbeiter. Nach der Revolutionszeit war er, wenngleich bis zu seinem Tod in guter körperlicher Verfassung und im Vollbesitz seiner geistigen Kräfte, nicht mehr tätig.